# Göygöl (Rayon)
Göygöl ist ein Rajon im Westen Aserbaidschans. Die Hauptstadt des Bezirks ist die Stadt Göygöl. Bis 2008 hieß der Rayon Xanlar.

## Geografie
Der Bezirk hat eine Fläche von 1183 km². Im Bezirk liegen sieben Seen, auch Tränen von Kapaz genannt. Einer davon ist der See Göygöl, nach dem der Rayon und dessen Hauptstadt benannt sind. Im Süden ist die Region bergig und bewaldet.

## Geschichte
Der Bezirk wurde 1930 gegründet. 1992 wurde ein Teil des Gebietes als Bezirk Samux abgespalten. Am 25. April 2008 wurde der Rayon mit der Stadt von Xanlar zu Göygöl umbenannt.

## Bevölkerung
Die Einwohnerzahl beträgt 65.000 (Stand: 2021). 2009 lebten im Rayon 57.000 Menschen. Diese verteilten sich auf 45 Siedlungen.

## Wirtschaft
Die Region ist landwirtschaftlich geprägt. Es werden Wein, Obst und Gemüse angebaut sowie Viehzucht betrieben.

## Kultur
Im Rayon liegt die Ag Korpu (Weiße Brücke), die im 12. Jahrhundert erbaut wurde. Es gibt mehrere archäologische Fundstätten aus der Stein- und Bronzezeit und in der Hauptstadt existiert eine lutherische Holzkirche von 1854.

## Verkehr
Durch den Bezirk verläuft eine aserbaidschanische Fernstraße und eine Bahnlinie der Azərbaycan Dövlət Dəmir Yolu.